# Lena Sulkanen
Lena Sulkanen, född 18 september 1960, är en svensk bowlare. 
Sulkanen vann individuellt VM i bowling 1983, både singeltävlingen och totalt. Hon blev nordisk mästare individuellt 1982, och året därpå utsågs hon till Årets idrottskvinna.
År 2006 utsågs hon till generalsekreterare i Svenska Bowlingförbundet.